# Musculus levator labii superioris alaeque nasi
De musculus levator labii superioris alaeque nasi is een spier die loopt aan de zijkant van de neus. Deze spier komt uit voort uit de spiermassa van de musculus orbicularis oculi, bij de processus frontalis van de bovenkaak en kent de neusvleugels,  bovenlip, zij- en achteromtrek van het neusgat als aanhechtingsplaats. Deze spier trekt de bovenlip op en verwijdt de neusingang. De musculus levator labii superioris alaeque nasi wordt geïnnerveerd door de nervus facialis.